# Цанков, Александр
Александр Цолов Ца́нков (болг. Александър Цолов Цанков; 29 июня 1879, Оряхово — 27 июля 1959, Буэнос-Айрес, Аргентина) — болгарский политический и государственный деятель, премьер-министр в 1923—1926 годах. Учёный-экономист, академик Болгарской академии наук (1935, член-корреспондент, 1919). Организатор свержения правительства Александра Стамболийского и подавления Сентябрьского восстания в 1923 году. Идеолог «буржуазного социализма», националист, крайний антикоммунист. Основатель праворадикальной популистской партии Народное социальное движение. Сторонник союза Болгарии с Третьим рейхом, глава прогерманского эмигрантского правительства в 1944 году.

## Биография
Окончил гимназию в Русе, затем юридический факультет Софийского университета (1904). Изучал государственное право и политическую экономию в Мюнхенском, Берлинском и Бреслауском университетах (1904—1907).
После возвращения в Болгарию работал в Болгарском народном банке, служил в министерстве торговли и земледелия. С 1911 — доцент, в 1919—1923 и 1925—1944 — профессор политической экономии Софийского университета. В 1919—1920 — ректор этого университета.

### Политическая деятельность
С молодых лет Александр Цанков занимался политической деятельностью. Первоначально придерживался социалистических взглядов, был членом Болгарской рабочей социал-демократической партии. Вышел из БРСДП в 1907 году, однако в значительной степени сохранил социалистические воззрения, которые характеризовал как «буржуазный социализм».

Социализм должен стать по необходимости немного буржуазным, а буржуазия немного социалистической.

Александр Цанков

В годы Первой мировой войны Цанков как известный экономист участвовал в деятельности государственного координационного органа — «Дирекции экономической помощи и социального прогнозирования» («Дирекция общественного регулирования»). В этот период он утвердился в идеях социального регулирования экономики.
В 1921 году Александр Цанков стал одним из основателей правоцентристского политического объединения «Народный сговор», оппозиционного аграристскому правительству лидера БЗНС Александра Стамболийского. «Народный сговор» консолидировал представителей деловых кругов, городских средних слоёв, интеллигенции (в том числе профессоров Софийского университета), офицеров запаса. Фактически вокруг учёного-экономиста c социалистическими наклонностями объединялись правые антикоммунистические круги «городской Болгарии», готовые к антиправительственному выступлению. Этому способствовали демонстрируемые Цанковым энергия и решительность в политике:

Интересен переход кабинетного учёного к мутным разочарованиям отечественной политической борьбы.

#### Во главе правительства
Александр Цанков активно участвовал в подготовке переворота 9 июня 1923 года, в результате которого было свергнуто правительство БЗНС и убит премьер Стамболийский. Сопротивление активистов БЗНС было жёстко подавлено. Именно Цанков возглавил новое правительство (одновременно заняв пост министра народного просвещения). В августе 1923 года под руководством Цанкова возникло политическое объединение Демократический сговор, на поддержку которого опиралось правительство. В его состав вошли «Народный сговор» и ряд либеральных партий, однако ведущую роль в нём играли правые сторонники Цанкова.
В том же 1923 правительство Цанкова жёсткими методами подавило Сентябрьское восстание, подготовленное Болгарской коммунистической партией (БКП) и Коминтерном. Армия, полиция и правые парамилитарные формирования учинили «белый террор», жертвами которого становились как пленные повстанцы, так и мирное население в охваченных восстанием районах страны. В подавлении восстания в Пиринской Македонии участвовали члены Внутренней македонской революционной организации (ВМРО), поддерживавшие правительство Цанкова.
Вскоре после подавления Сентябрьского восстания правительство Цанкова утратило поддержку Демократической партии и Болгарской рабочей социал-демократической партии («широких социалистов»). Кроме того, царь Борис III — фактически расправившийся руками Цанкова с противниками монархии — возложил на Цанкова же ответственность за кровавые эксцессы.
События 1923 года сделали Александра Цанкова олицетворением жестокого террора. Он получил прозвище «чёрный профессор». Это отношение проявлялось и в резкой политической критике (не только со стороны левых сил), и даже в сатирических отзывах:

— Можете подавать в суд. Суд разберёт.

— Можно и без суда, — сипло заметил Цанков, небрежно играя верёвкой.

— А вас не спрашивают. Молчали бы лучше. Наделали делов, а теперь верёвочкой забавляетесь. Тоже хорош гусь! Чуть было всех не закопал. Повеса несчастный!

Валентин Катаев, «Антисоветский блок»

Политические репрессии не являлись единственным направлением правительственной политики Цанкова. Он предпринимал попытки внедрения своих социально-экономических концепций. В частности, в Плевне был построен сахарный завод, не только применявший передовые по тем временам технологии, но и использовавший кооперативные начала в структуре и управлении.

#### Террор и контртеррор
В январе 1924 года правительство инициировало принятие закона о защите государства, согласно которому были запрещены все организации, которые ставили целью насильственный приход к власти. В апреле того же года решением Верховного кассационного суда были официально запрещены БКП, связанные с ней Партия труда, Всеобщий союз рабочих синдикатов и Болгарский коммунистический молодёжный союз. Однако коммунисты и левое крыло БЗНС продолжали подготовку к новому восстанию. С обеих сторон применялись методы террора.

16 апреля 1925 года боевики военной организации БКП совершили крупный террористический акт в соборе Святой Недели. Предварительно они убили генерала запаса Косту Георгиева, на отпевание которого в собор должны были прибыть царь Борис III, премьер-министр Цанков, министры, чины армейского командования. Однако царь опоздал на церемонию, а члены правительства из-за случайности остались живы. Одним из активных деятелей заговора был церковный прислужник, который участвовал в организации отпевания. Позднее Цанков вспоминал, что 

по православному ритуалу церковный прислужник раздал свечи, начиная с меня, как будто считал нас. Подавая свечи, посмотрел на каждого из нас… Гроб с телом убитого генерала был поставлен на определённое для таких случаев место. Мы, министры, расположились в два ряда, как полагается по протоколу. Сзади нас стояли официальные и должностные лица, храм был забит народом, были женщины и дети. Прислужник передвинул гроб с покойным ближе к алтарю, так что мы, министры, автоматически сместились на несколько шагов вперёд и оказались точно под куполом собора, где была заложена адская машина с 30-40 килограммами взрывчатки. Это перемещение спасло правительство. Невежественный прислужник думал, что мы окажемся точно под ударом и точно будем уничтожены.

В результате взрыва погибли более ста человек. В ответ в тот же день в стране было введено военное положение. Ликвидацию заговора Цанков поручил военному министру генералу Ивану Вылкову и министру внутренних дел генералу Ивану Русеву. Те обратились за помощью к парамилитарным структурам Военного союза, одним из основателей которого был убитый заговорщиками генерал Коста Георгиев. В стране начались массовые репрессии. В книге «Болгария в XX веке. Очерки политической истории» (М., 2003) говорится, что 

репрессивные меры коснулись не только непосредственных участников теракта, но также сотен подвернувшихся под горячую руку людей… Созданные по всей стране специальные комиссии занимались определением тех среди арестованных, кто подлежал ликвидации. Несчастных кидали в топку софийского полицейского управления, убивали в подвалах казарм, расстреливали, душили во время допросов с помощью петли, набрасывавшейся из-за спины. Тела сбрасывали в мешках в ров. И всё это — без суда и приговоров, отчёт держался только перед кучкой военных чинов.

Среди жертв были деятели искусств Гео Милев, Сергей Румянцев, Христо Ясенов, Йосиф Хербст. Ряд политических убийств были совершены на улицах группами офицеров запаса, полицейскими и деятелями ВМРО, причём правительство официально утверждало, что эти преступления были делом рук неизвестных лиц. Одновременно в стране активно действовали и военно-полевые суды.
Очередная вспышка «белого террора» спровоцировала резкую критику правительства Цанкова со стороны международной общественности (социалистической и либеральной) и значительной части болгарского политического класса. Однако правительству Цанкова удалось подавить леворадикальное движение и взять под контроль ситуацию в стране. Попытки военизированных формирований БКП и БЗНС ответить «красным террором» и организовать партизанскую войну окончились неудачей.

#### Внешнеполитическая деятельность
Во внешнеполитической сфере правительство Цанкова находилось практически в полной международной изоляции. Соседние балканские страны и покровительствовавшие им Великобритания и Франция опасались, что оно будет проводить реваншистскую политику. Югославия предоставляла убежище бежавшим от репрессий коммунистам и членам БЗНС, югославские войска концентрировались на границе с Болгарией. Лондонские и парижские банки отказывались предоставить Болгарии стабилизационный заём из-за угрозы новой войны на Балканах (хотя Цанков и признал заключённое правительством Стамболийского Нишское соглашение с Югославией о безопасности границы).
Конструктивные отношения Цанков смог выстроить лишь с фашистским режимом Бенито Муссолини. Дуче лично обещал ему помощь в облегчении репарационных платежей, которые Болгария должна была выплачивать по итогам проигранной Первой мировой войны согласно Нейискому договору.
В октябре 1925 года произошёл болгаро-греческий конфликт в районе Петрича — греческие войска заняли несколько болгарских приграничных сёл. Сопротивление оказали активисты ВМРО и местная добровольческая милиция. В ходе конфликта военный министр в правительстве Цанкова генерал Вылков приказал не открывать огонь и апеллировал за поддержкой к Лиге Наций. В результате Греция была признана виновной и должна была выплатить Болгарии компенсацию за жертвы и разрушения. Результат этого конфликта считается успехом болгарской дипломатии.

#### Отставка
К концу 1925 года против Цанкова выступали либеральная оппозиция, международное общественное мнение (противники называли его не только «чёрным», но и «кровавым профессором») и умеренное крыло в «Демократическом сговоре» во главе с Андреем Ляпчевым и Атанасом Буровым. 3 января 1926 года Цанков был вынужден подать в отставку. Пост премьер-министра занял Андрей Ляпчев.

#### Оппозиция в «Демократическом сговоре»
В 1926—1930 годах Цанков, сохранивший значительное влияние на политику «Демократического сговора», был председателем обыкновенного Народного собрания (он являлся депутатом 21-го (1923—1927), 22-го (1927—1931), 23-го (1931—1934), 24-го (1938—1939) и 25-го (1940—1944) обыкновенного Народного собрания). Критиковал справа политику правительства. Сторонники Цанкова в 1929—1930 годах выпускали газету «Лъч», в которой проповедовали идеи сильной власти, осуждали либерализм и призывали заимствовать опыт итальянских фашистов.
С 15 мая 1930 по 29 июня 1931 года Цанков был министром народного просвещения в правительстве Ляпчева.

#### Лидер болгарского фашизма
В 1932 году Александр Цанков покинул «Демократический сговор» и основал праворадикальное Народное социальное движение (НСД), считающееся основной политической структурой болгарского фашизма. Новая партия Цанкова ориентировалась на часть предпринимателей, ремесленников, городские мелкобуржуазные слои, до некоторой степени на крестьянство и рабочий класс (экономическое положение этих социальных групп резко ухудшилось в результате мирового кризиса). В то же время главным финансистом НСД выступал табачный магнат Жак Асеов, личный друг Цанкова, один из самых богатых предпринимателей Болгарии (по убеждениям социал-демократ, по национальности еврей, член еврейской организации Б`най Б`рит).
Идеология НСД в полной мере отразила «буржуазно-социалистические» воззрения Цанкова, близкие к итальянскому корпоративизму и французскому неосоциализму. В учредительной речи «Наш путь» (1932) и последующих выступлениях Цанков не только выражал позиции мелкособственнических слоёв, но и призывал к развитию кооперации, пропагандировал «экономическую демократию». Приверженность НСД Тырновской конституции, предполагавшей гражданско-политические свободы, придавала фашистскому движению в Болгарии важные специфические особенности. В то же время современники и историки считали и считают НСД болгарским вариантом итальянской фашистской партии и германской НСДАП.
Популистская риторика и практика способствовали быстрому развёртыванию НСД. Партии Цанкова удалось привлечь в свои ряды почти 200 тысяч человек. Но при этом движение Цанкова подвергалось критике с разных сторон. Левые и либеральные силы обвиняли его в фашизме. Крайние националисты, монархисты и приверженцы национал-социализма (в частности, Союз ратников за прогресс Болгарии) обличали левый популизм НСД, остаточные социал-демократические тенденции.
Дважды НСД планировало захват власти (предполагалось использовать партийную охранную службу, сходную по функциям с итальянскими чернорубашечниками и немецкими штурмовиками). Однако 19 мая 1934 года Цанкова опередила группа «Звено». Придя к власти, консервативное правительство Кимона Георгиева (впоследствии министр в коммунистическом правительстве НРБ) запретило все виды политической оппозиции. НСД пришлось перейти на полулегальное положение.
После отставки Георгиева в начале 1935 года легальная деятельность НСД возобновилась. Цанков, являвшийся депутатом парламента, вновь готовил переворот, однако эти планы были сорваны Борисом III. НСД находилась в оппозиции царскому правительству, критикуя его с правопопулистских позиций. В альянсе с партией Цанкова выступал Союз болгарских национальных легионов во главе с генералом Христо Луковым.
К началу 1940-х годов Цанков являлся убеждённым сторонником союза с нацистским Рейхом. Представители НСД активно лоббировали присоединение Болгарии к Тройственному пакту, выступали за участие во Второй мировой войне на стороне Германии. Эта позиция мотивировалась прежде всего антикоммунизмом и антисоветизмом. В отношениях с Берлином Цанков настаивал на следовании принципу «Верность за верность».
Несмотря на национал-социалистическую ориентацию и прогерманскую позицию, Цанков поддержал инициированное Димитром Пешевым обращение депутатов с протестом против планов депортации болгарских евреев в «Третий рейх», где их ждала гибель в концлагерях. Как болгарский националист, Цанков был противником подобных действий в отношении граждан своей страны.

#### Идеологические итоги
В 1942 году Александр Цанков издал книгу Тритѣ стопански системи — капитализъмъ, комунизъмъ и националъ-социализъмъ (Три экономические системы — капитализм, коммунизм и национал-социализм). В этой работе содержалась квинтэссенция его взглядов:

Иной может упрекнуть меня, что я не объективен, но на объективность я и не претендую. У меня есть свои политические и идеологические убеждения, и я не могу быть объективным, подобно безразличным созерцателям судьбоносных мировых событий.
Три мировые социальные системы — капитализм, коммунизм, национал-социализм — сегодня оспаривают право на существование. В страшной кровавой борьбе, в невыразимых муках рождаются новый общественный строй, новая Европа, новый мир, новый гражданин.
Независимо от отношений между тремя системами, независимо от того, как они враждебны, они по-прежнему незаметно влияют и оплодотворяют друг друга. В жизни так всегда.
Новая система ещё будет совершенствоваться, ибо ничто, созданное несовершенным человеком, полностью совершенным не бывает. В любом случае, новая система будет социалистической — в широком смысле этого понятия. Каждый народ найдёт в ней свой долг. В её строительство включатся новые, молодые поколения — те, кто сегодня сражается на фронтах, те, кто растёт и те, кто ещё не родился.

В этой позиции очевидна активная фашистская ориентация, но в самом фашизме делается акцент на коллективистские, просоциалистические составляющие. Подобные взгляды были характерны для Цанкова в молодости и в целом остались практически неизменны.
Несмотря на прогерманские позиции, в марте 1943 года подписал инициированное Д. Пешевым публичное обращение против депортации евреев из Болгарии.

#### Эмиграция
2 сентября 1944 года к власти в Болгарии пришло правительство Константина Муравиева. 9 сентября наступление советских войск фактически привело к власти Отечественный фронт с доминированием коммунистов (первоначально правительство ОФ возглавил давний противник Цанкова Кимон Георгиев).
К тому времени Цанков отбыл в Вену, где 16 сентября 1944 года объявил о создании «Национального правительства Болгарии в изгнании» в котором занял посты премьер-министра и министра финансов. Это правительство стояло на позициях прогерманского коллаборационизма, но реально никак не влияло на ситуацию.
В 1945 году Александр был заочно приговорён к смертной казни коммунистическим чрезвычайным трибуналом — «Народным судом». Однако он не был выдан правительству Болгарии и в 1949 году уехал в Аргентину, где и скончался спустя десять лет.

#### Идейно-политическое наследие
Цанков не был замечен в активной эмигрантской политике, но некоторые его идеи отразились в программе Болгарского национального фронта (БНФ). В создании и деятельности БНФ участвовали бывшие активисты НСД. Христо Статев, руководивший одно время политическим аппаратом партии Цанкова, возглавлял одну из фракций БНФ и редактировал журнал Свобода.
С воззрениями Александра Цанкова — например, в части антикоммунизма или упора на массовое малое предпринимательство — перекликались выступления Ивана Дочева после возвращения в Болгарию.

## Семья
- Брат — Асен (1883—1969) — юрист, один из создателей болгарских синдикатов, депутат Народного собрания. В 1944—1945 годах был министром иностранных дел в прогерманском эмигрантском правительстве Болгарии, созданном Александром Цанковым.
- Брат — Христо (1890—1971) — артист и театральный режиссёр.
- Жена — Мария Урумова Цанкова.
- Дочери — Милка и Славка.

## Труды
- Македонский вопрос и Балканский союз. (1906)
- Война народов. Экономическое исследование. (1916)
- Наши экономические интересы на Дунае и на море. (1917)
- Последствия войны. (1919)
- Акционерное дело за границей и у нас. (1925; в соавторстве)
- Политическая экономия. (1931)
- Капитализм и коммунизм. (1933)
- Моя программа. (1938)
- Три экономические системы. Капитализм, коммунизм и национал-социализм. (1942)
- Моё время. Мемуары, Александр Цанков, ISBN 978-954-733-288-1
- Болгария в бурное время — воспоминания, Александр Цанков, ISBN 978-954-733-070-2